# Abebe Zerihun
Abebe Zerihun (ur. 18 lutego 1955) – etiopski lekkoatleta, średniodystansowiec. 
W 1980 reprezentował swój kraj podczas igrzysk olimpijskich w Moskwie – odpadł w eliminacjach na 800 metrów, później w Erytrei – major lotnictwa i działacz sportowy.

## Rekordy życiowe
- Bieg na 800 metrów – 1:48,41 (1981)